# ピーニャ
ピーニャ(伊: Pigna)は、イタリア共和国リグーリア州インペリア県にある、人口約800人の基礎自治体（コムーネ）。

## 地理

### 位置・広がり

#### 隣接コムーネ
隣接コムーネ（およびフランスのコミューン）は以下の通り。FR-06はフランスのアルプ＝マリティーム県（プロヴァンス＝アルプ＝コート・ダジュール地域圏）所属を示す。
- アプリカーレ
- カステルヴィットーリオ
- イゾラボーナ
- ロッケッタ・ネルヴィーナ
- Saorgio(Saorge) (FR-06)
- トリオーラ

### 地震分類
イタリアの地震リスク階級 (it) では、3 に分類される
。